# Fußballländerspiel Spanien – Österreich 1999
Das Fußballländerspiel Spanien gegen Österreich fand am 27. März 1999 in Valencia im Zuge der Qualifikation zur EM-Endrunde in den Niederlanden und Belgien 2000 statt. Das Spiel endete unerwartet hoch 9:0 für die Spanier und war die höchste Niederlage der ÖFB-Auswahl seit 91 Jahren (1908, Wien: Österreich – England 1:11) und deren bis dahin höchste Niederlage in einem Auswärtsspiel. Nach dem Spiel trat Teamchef Herbert Prohaska zurück. Die österreichische Mannschaft verfehlte schlussendlich – punktgleich mit Israel – aufgrund der schlechteren Tordifferenz die Playoff-Spiele zur Europameisterschaft. Die Spanier dagegen beendeten die Qualifikationsgruppe 6 wie erwartet auf dem ersten Platz.

## Vorgeschichte
Die Österreicher, zum damaligen Zeitpunkt in ihrer Gruppe Tabellenführer u. a. vor den Spaniern und Israelis, rechneten sich aufgrund des bisherigen Verlaufs der Qualifikation und Ergebnissen in Freundschaftsspielen (darunter ein 2:2 im Heimspiel gegen Weltmeister Frankreich kurz nach der WM) Siegchancen im Auswärtsspiel in Valencia aus.

## Aufstellungen
| Paarung        | Spanien – Österreich |
| Ergebnis       | 9:0 (5:0) |
| Datum          | 27. März 1999 |
| Stadion        | Estadio Mestalla, Valencia |
| Zuschauer      | 45.000 |
| Schiedsrichter | Gilles Veissière ( Frankreich) |
| Tore           | 1:0 Raúl (6.), 2:0 Raúl (15.), 3:0 Urzaiz (27.), 4:0 Hierro (34., Elfmeter), 5:0 Urzaiz (45.), 6:0 Raúl (48.), 7:0 Raúl (75.), 8:0 Arnold Wetl (77., Eigentor), 9:0 Fran (84.) |
| Spanien        | Santiago Cañizares, Sergi Barjuán, Míchel Salgado, Marcelino Elena, Fernando Hierro, Juan Carlos Valerón (71. Gaizka Mendieta), Pep Guardiola, Fran, Ismael Urzaiz (59. Pedro Munitis), Raúl, Joseba Etxeberria (85. Dani) Cheftrainer: José Antonio Camacho                        |
| Österreich     | Franz Wohlfahrt, Peter Schöttel, Anton Pfeffer, Günther Neukirchner, Wolfgang Feiersinger (54. Walter Kogler), Arnold Wetl, Christian Prosenik (60. Hannes Reinmayr), Roman Mählich, Harald Cerny, Andreas Herzog, Mario Haas (84. Christian Mayrleb) Cheftrainer: Herbert Prohaska |
| Gelbe Karten   | Santiago Cañizares (40.), Fernando Hierro (82.) – Andreas Herzog (10.), Anton Pfeffer (61.), Peter Schöttel (64.) |

## Verlauf des Spiels
Die junge spanische Mannschaft um die Routiniers Hierro, Sergi, Guardiola und Raúl ließ der älteren österreichischen Mannschaft zu keinem Zeitpunkt eine Chance. Ein Treffer von Raúl, der vier Tore erzielte, wurde wegen Abseits nicht gegeben. Während die Spanier noch weitere Chancen vergaben (u. a. ein Pfostenschuss), musste auf der anderen Seite der spanische Torhüter Cañizares erstmals in der 50. Minute eingreifen. Neben Raúl trafen zweimal Urzaiz und jeweils Fran und Hierro (per Elfmeter). Die Österreicher schossen sich in der zweiten Halbzeit (77. Min.) durch Arnold Wetl ein Eigentor.

## Weiterer Verlauf der Qualifikation
Österreich hatte trotz der Niederlage noch immer die Tabellenführung inne – die Spanier standen nach dem Spiel und trotz des hohen Sieges sogar nur auf dem dritten Rang – und hatte daher noch alle Chancen. Die Schmach von Valencia hinterließ bei den Spielern aber offensichtlich Spuren, so dass man sich im Auswärtsspiel beim EM-Quali-Konkurrenten Israel, bei dem bereits der Prohaska-Nachfolger Otto Barić auf der Trainerbank saß, mit einem 0:5 erneut eine hohe Niederlage einfing. Diese beiden Niederlagen sollten aufgrund der hohen negativen Tordifferenz schlussendlich ausschlaggebend für das Verpassen der EM-Playoff-Spiele sein. Für den ÖFB, im Mai 1999 auf Platz 17 der FIFA-Weltrangliste, läutete dieses historische Spiel den über ein Jahrzehnt andauernden Niedergang der österreichischen Fußballnationalmannschaft ein, die sich erst im September 2015 – 16 Jahre nach dem Länderspiel in Valencia – wieder auf sportlichen Wege (für die EURO 2008 war man als Gastgeber automatisch qualifiziert) für ein Endrundenturnier qualifizieren sollte: Man qualifizierte sich für die Teilnahme an der EM-Endrunde 2016 in Frankreich, was auch die erste Qualifikation für eine Teilnahme an einer EM-Endrunde war.
Für Spaniens Fußball hatte dieser hohe Erfolg keine nennenswerten Folgen. Zwar beendete man die Qualifikationsgruppe überlegen auf dem ersten Platz mit einer Tordifferenz von +37, bei der Endrunde in den Niederlanden und in Belgien schied man aber nach überwiegend enttäuschenden Leistungen bereits im Viertelfinale gegen den späteren Europameister Frankreich aus.

## Sonstiges
Anton Pfeffer, der auf Seiten der Österreicher spielte, antwortete in der Halbzeitpause beim Stand von 0:5 auf die Frage des ORF-Reporters Andreas Felber, „…was in der zweiten Hälfte noch möglich sei?“ ironisch: „Na hoch wer mas nimma gwinnen, des is amoi kloa“.
Nach dem Spiel sagte der österreichische Tormann Franz Wohlfahrt: „Mit mir in absoluter Hochform hätte es ein 0:8 gegeben.“